# Ilmbach
Ilmbach ein Stadtteil von Prichsenstadt im unterfränkischen Landkreis Kitzingen.

## Geografische Lage
Die Einöde Ilmbach liegt im Steigerwald und im äußersten Osten des Prichsenstädter Gemeindegebiets. Sie gehört zur Gemarkung des Stadtteils Kirchschönbach. Nördlich beginnt die Gemarkung von Altenschönbach, das ebenfalls zu Prichsenstadt gehört. In einiger Entfernung im Osten liegt das Gebiet von Geiselwind, die Gemarkung von Ebersbrunn liegt Ilmbach am nächsten. Südlich liegt Obersambach in Wiesentheider Gebiet. Der Westen wird von Geesdorf, ebenfalls ein Teil von Wiesentheid, eingenommen. Nordwestlich erhebt sich Kirchschönbach.

## Geschichte
Auf alten Karten (von 1853) ist gut 200 Meter nördlich von Ilmbach die Ilmbacher Mühle (am Saugraben) verzeichnet. Auf aktuellen Satellitenbildern ist hier jedoch nichts mehr zu erkennen. Das noch 250 Meter weiter nordnordwestlich gelegene Einzelgehöft Fallmeister liegt bereits in der nördlich benachbarten Gemarkung Kirchschönbach (Fallmeister = Abdecker). Es wird auf aktuellen Karten nicht mehr als separate Einzelsiedlung namentlich bezeichnet.
Bereits im Jahr 1281 wurden die Dörfer „Rudern und Ilmech“ in einer Urkunde gemeinsam genannt. Im Jahr 1454 stiftete Magdalena von Vestenberg und ihr Gatte Ritter Balthasar von Berg in Ilmbach die Kartause Kloster Ilmbach.
 Es wurde 1525 im Bauernkrieg zerstört, aber erst 1803 endgültig aufgelöst. Bis 1867 sollen die Klostergebäude abgebrochen worden sein.
Der Graf von Schönborn kaufte das Dorf Ilmbach und das benachbarte Rüdern auf, und 1800 begann die Auflösung der Dörfer. 1870 schließlich wurde die formal noch bestehende Gemeinde Rüdern mit den Ortsteilen Rüdern und Ilmbach in die nördlich benachbarte Gemeinde Kirchschönbach eingegliedert, die 1972 im Rahmen der Gebietsreform in Bayern ihrerseits (neben neun weiteren Gemeinden) nach Prichsenstadt eingemeindet wurde. Rüdern besteht nach wie vor als eine der elf Gemarkungen von Prichsenstadt, die in ihrer Ausdehnung den ehemaligen Gemeinden entsprechen.

## Sehenswürdigkeiten
Bekannt wurde die zu Prichsenstadt gehörende Einöde durch ihre besonders reizvolle Lage sowie durch das im 19. Jahrhundert entstandene Jagdschlösschen, das sich im Besitz der Schönborn-Grafen von Wiesentheid befindet.
Der Wildpark Rüdern, ebenfalls im gräflichen Besitz, liegt in unmittelbarer Nähe von Ilmbach und ist ein beliebtes Ausflugsziel und Naherholungsgebiet.